# 方丹布吕
方丹布吕（法語：Fontainebrux，法語發音：[fɔ̃tɛnbʁy]）是法国汝拉省的一个市镇，属于隆斯勒索涅区。

## 地理
方丹布吕（46°42'14"N, 5°25'20"E）面积6.75 平方千米，位于法国勃艮第-弗朗什-孔泰大區汝拉省，该省份为法国东部内陆省份，北起上索恩省，西北接科多尔省，西临索恩-卢瓦尔省，南至安省，东与杜省和瑞士接壤。
与方丹布吕接壤的市镇（或旧市镇、城区）包括：维勒维约、布莱特朗、库尔朗、库尔拉乌、拉尔诺、莱勒波、塞耶河畔吕费、萨耶纳尔。

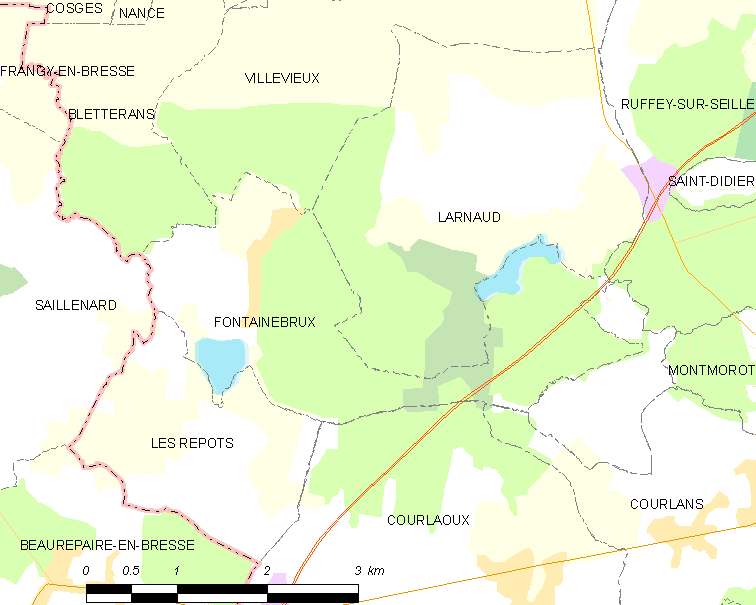
方丹布吕的OSM定位图

方丹布吕的时区为UTC+01:00、UTC+02:00（夏令时）。

## 行政
方丹布吕的邮政编码为39140，INSEE市镇编码为39229。

## 政治
方丹布吕所属的省级选区为布莱特朗县。

## 人口

1962-2008年间方丹布吕人口变化图示

方丹布吕于2022年1月1日时的人口数量为206人。